# Matti Mattsson
Matti Mattsson (né le 5 octobre 1993 à Pori) est un nageur finlandais, spécialiste de la brasse.
Il participe aux Jeux olympiques de Londres en terminant dix-septième, sans se qualifier pour les demi-finales du 200 m brasse. L'année suivante, en 2013, il remporte la médaille de bronze de la même spécialité lors des Championnats du monde à Barcelone, une médaille historique pour la Finlande[pourquoi ?].
Le 29 juillet 2021, il remporte la médaille de bronze du 200 m brasse aux Jeux olympiques d'été de 2020 à Tokyo.

## Palmarès

### Jeux olympiques
- Jeux olympiques d'été de 2020 à Tokyo :
  -  Médaille de bronze au 200 m brasse.